# Норталлертон
Норта́ллертон (англ. Northallerton) — город в Англии, административный центр церемониального неметропольного графства Норт-Йоркшир и района Хамблтон.
Город расположен в 32 милях на север от Йорка и 20 милях на юг от Мидлсбро.

## Известные уроженцы
- Алан Хинкс — британский альпинист. Почётный гражданин Норталлертона.